# تجربة الطائرة الورقية

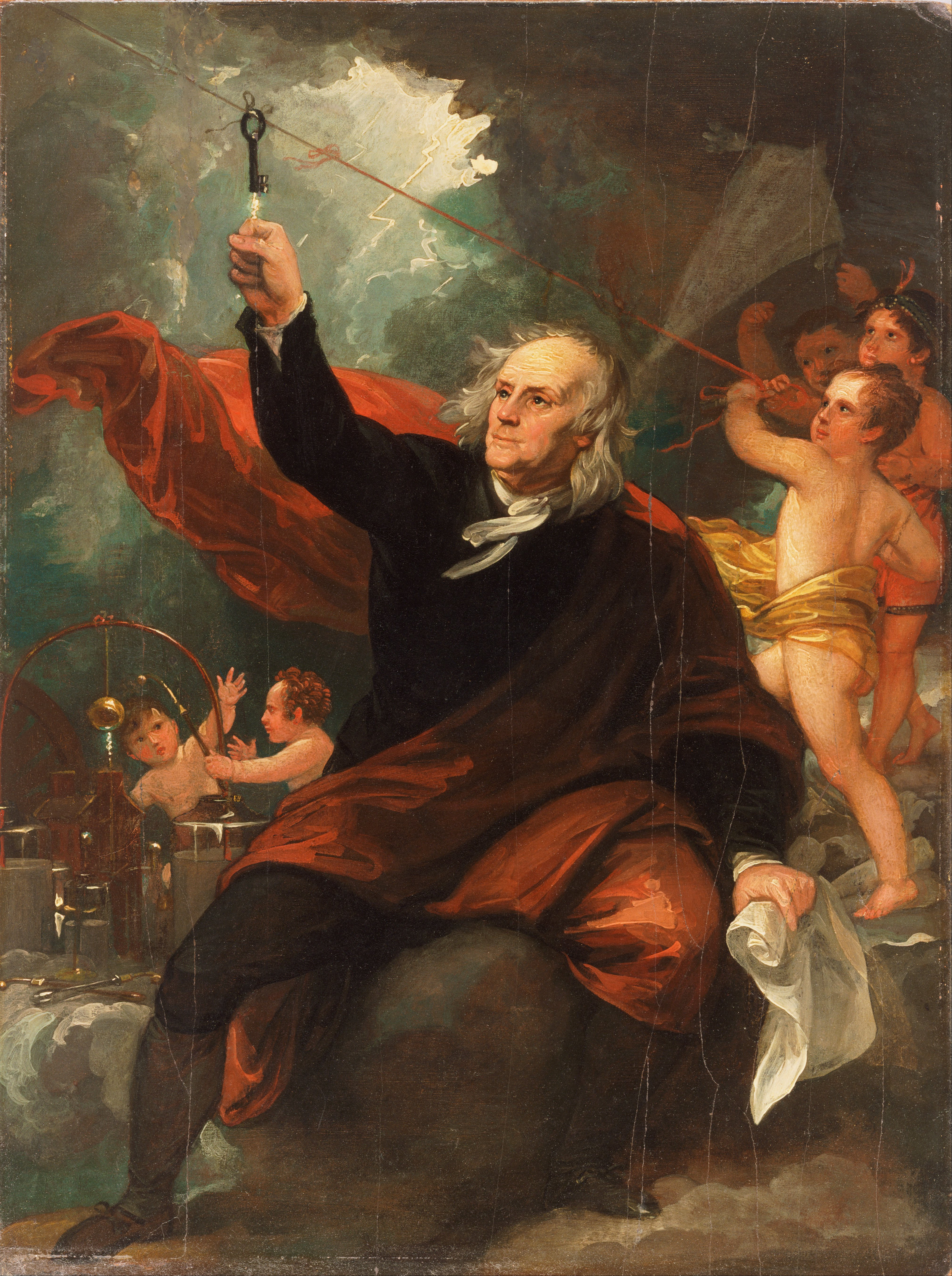
لوحة فنية عن تجربة الطائرة الورقية للرسام بنجامين ويست.

تجربة الطائرة الورقية هي تجربة علمية قام بها الفيزيائي والسياسي الأمريكي بنجامين فرانكلين بمساعدة ابنة ويليام فرانكلين . وكان هدف التجربة هو كشف النقاب عن طبيعة البرق والكهرباء . 

## نظرة عامة
في عام 1750 , كانت الطبيعة الكهربية للبرق هي محل خلاف ونقاش في فرنسا . فقد قدم دينيس باربيرت أطروحة عرف فيها البرق بأنه نوع من تصادم الشحنات الكهربائية وكانت هذة الأطروحة هي سبب تكريمه في مدينة بوردو . وقدم الفيزيائي الفرنسي جاك دي روما عدة دراسات حول طبيعة البرق في نفس العام ولكن لم تختلف أي دراسة منهما عما قدمة دينيس .
وكان سبب هذا الخلاف هو ما حدث في العام السابق 1749 , عندما قدم فرانكلين 12 وجه شبه بين طبيعة البرق والكهرباء. معارضا بذلك تكهنات الفيزيائي الفرنسي جان أنطوان الذي إستنكر حصول فرانكلين على التكريم والجائزة، وقد قام جاك دي روما فيما بعد بإجراء التجربة مرة أخرى للتأكد من نظرية فرانكلين بطائرة مختلفة .

## التجربة

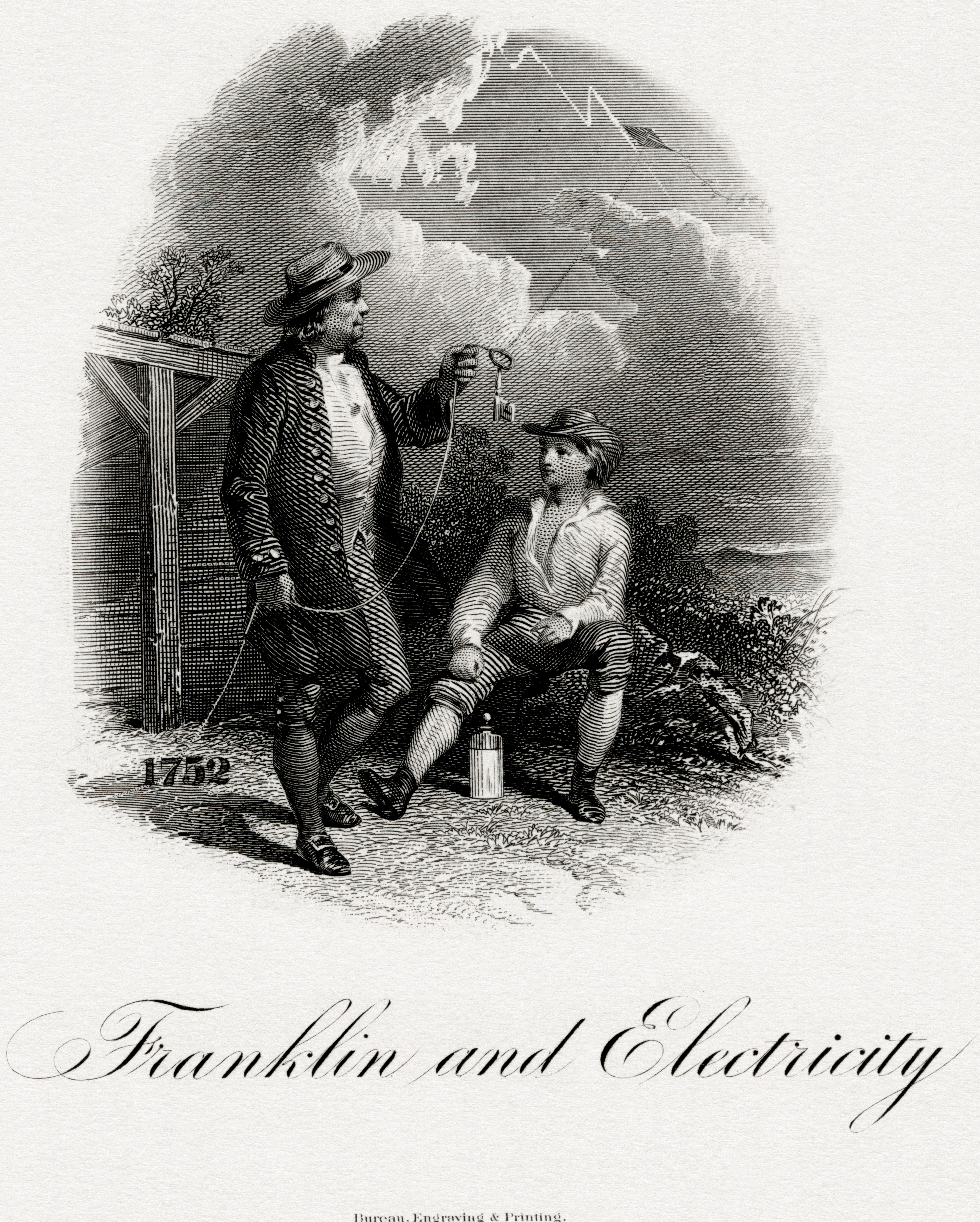
نقش لفرانكلين أثناء قيامة بالتجربة

في عام 1752 , إقترح بنجامين فرانكلين استخدام قضيب موصل للكهرباء لجذب البرق لقارورة ليدن ( شكل أولي للمكثف ) . وقام توماس فرانسوا بتنفيذها في شهر مايو عام 1752 في مارلي-لا-فيل في إقليم فال دواز بمنطقة إيل دو فرانس شمال وسط فرنسا, وتمت إعادة التجربة في أغسطس عام 1753 في سانت بطرسبرج بواسطة جورج ويليام ريتشمان ولكن للأسف صُعِقَ من قبل كرة البرق ومات على الفور.
ولقد أدرك فرانكلين خطورة استخدام أقطاب الموصله ولذلك استخدم طائرة ورقية , مستفيدا بذلك بميزة انها تستطيع الطيران والوصول إلى ارتفاع كبير بينما يكون هو الأرض، وبذلك يقلل خطر الإصابة بصاعقة كهربية مثل ما حدث مع جورج ويليام .
وطبقا للأسطورة فقد حرص فرانكلين على أن تبقى السلسلة الواصلة بينه وبين الطائرة في نهايتها جافه بينما باقي أجزاء الطائرة تكون رطبة بسبب الأمطار لزيادة التوصيليه وقام بربط مفتاح لأحد المنازل بقارورة ليدن ( وهي عبارة عن قارورة زجاجية تحفظ الماء بداخلها ويخترق الماء مسمار عبر فتحة ضيقة ) , والتي إفترض فرانكلين أن تتجمع عليها الشحنات الكهربية القادمة من البرق . ولم يتم ضرب المفتاح بصاعقة مباشرة مرئية وإلا أدى ذلك إلى وفاة فرانكلين، ولاحظ فرانكلين في نهاية التجربة تراكم شحنات كهربائية في قارورة ليدن . وذكر فرانكلين في مذكراته بأنه قد تعرض لصدمة كهربية عندما قرب يدة من القارورة، وبذلك أثبت الطبيعة الكهربية للبرق.
وبسبب خوف فرانكلين من سخرية الناس عند فشل التجربة، فقد إصطحب ابنة فقط لمشاهدة التجربة وليكون شاهدا عليها وكلف شخص آخر فيما بعد بتسجيل نتائج التجربة.

## خلاف حديث
تعرضت نتائج فرانكلين للعديد من البحث والتحقيق في عصرنا الحديث، وأشهرها هو ما قاله المؤرخ العلمي توم تاكر والتي نشرت في عام 2003. والتي أكد من خلالها بان فرانكلين لم يقم بهذة التجربة، وأن الطائرة الورقية التي وُصِفَت غير قادرة على أداء دورها المزعوم.
ولم ينتهي التحقيق عند ذلك فقد خضعت هذة النتائج للتحقيق مرة آخري بواسطة البرنامج التلفزيوني العلمي مدمروا الخرافات والذي يستخدم المنهج العلمي لاختبار صحة الشائعات والخرافات المتداولة بالتجربة . وقد وجد الفريق أدلة على تعرض فرانكلين لصدمة كهربائية أثناء القيام بالتجربة . وأكد على إمكانية إجراء التجربة وقدرة طائرة ورقية بسلسله رطبة على نقل الشحنات الكهربائية.
وبسبب خطورة التجربة فقد أصبح القيام بها عمل غير قانوي في بعض الأماكن.